# شهرستان گرینویل (کارولینای جنوبی)
شهرستان گرینویل، کارولینای جنوبی (به انگلیسی: Greenville County, South Carolina) یک سکونتگاه مسکونی در ایالات متحده آمریکا است که در کارولینای جنوبی واقع شده‌است.

## خصوصیات
شهرستان گرینویل ۲٬۰۵۹٫۰۵ کیلومترمربع مساحت دارد.